# 久々知西町
久々知西町（くくちにしまち) は、兵庫県尼崎市にある町丁。1丁目から2丁目まである。郵便番号は661-0978。

## 地理
東は潮江・久々知、西は名神町・尾浜町、南は西長洲町、北は東塚口町と隣接している。

## 交通

### 鉄道
JR神戸線が南端を通っているが駅はない。

### バス

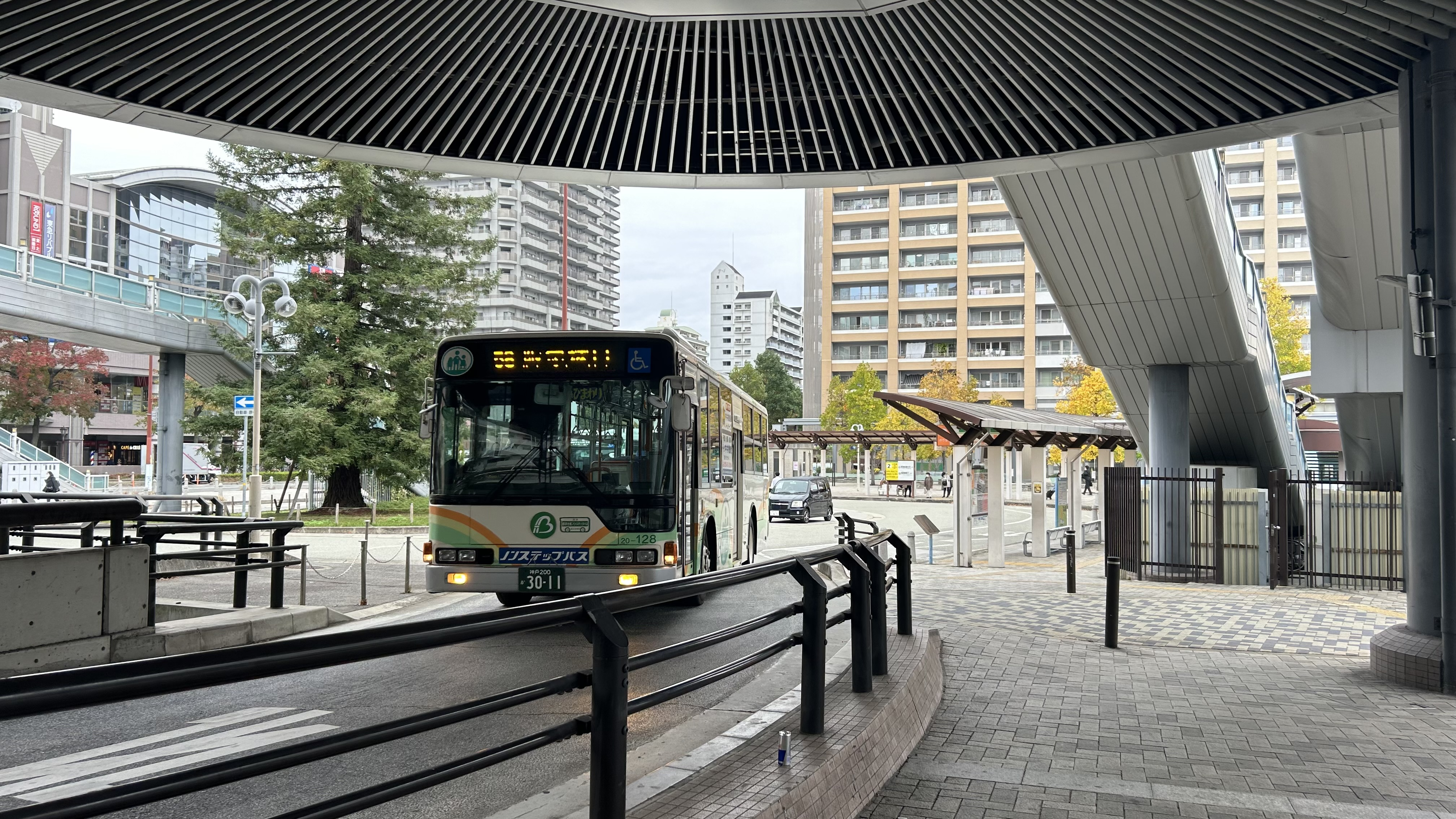
58番

阪神バス 阪急バスが通っている。
| 業者     | 路線名 | 起点     | 町内の停留所                      | 終点             |
| -------- | ------ | -------- | --------------------------------- | ---------------- |
| 阪神バス | 22     | 阪急園田 | (東塚口町)-久々知-尾浜-(西長洲町) | 阪神尼崎         |
| 阪神バス | 22-2   | 阪急園田 | (東塚口町)-久々知-(尾浜町)        | 阪神尼崎         |
| 阪神バス | 58     | 阪急塚口 | (東塚口町)-久々知-尾浜-(潮江)     | JR尼崎           |
| 阪急バス | 56     | 阪神尼崎 | (西長洲町)-尾浜-久々知-(東塚口町) | 阪急川西能勢口駅 |
| 阪急バス | 57     | 阪神尼崎 | (西長洲町)-尾浜-久々知-(東塚口町) | 伊丹営業所前     |

- 58番

## 校区
（この節の出典：）
| 丁目  | 小学校     | 中学校     |
| ----- | ---------- | ---------- |
| 1丁目 | 名和小学校 | 大成中学校 |
| 2丁目 | 名和小学校 | 大成中学校 |

## 施設

### 1丁目
- 久々知南公園
- セブン-イレブン 尼崎久々知西町１丁目店

### 2丁目
- 久々知北公園
- スギドラッグ 尼崎久々知店
- 尼崎市立大成中学校